# Klaus Hänel
Klaus Hänel (* 23. Februar 1936 in Chemnitz; † 15. Juni 2016 in Bremen) war ein deutscher Fußballspieler und -trainer.

## Laufbahn

### Oberliga Nord, 1957 bis 1963
Nachdem sich sein Vater, der Ex-Nationalspieler Erich Hänel, nach dem Zweiten Weltkrieg 1950 in Westdeutschland niedergelassen und dem Bremer SV in der Oberliga Nord angeschlossen hatte, eröffnete Klaus Hänel in der Jugend des BTS Neustadt Bremen seine Fußball-Laufbahn. Ab der A-Jugend gehörte die Offensivhoffnung dann Werder Bremen an, wo sich für ihn zwei Jahre in deren Amateurmannschaft anschlossen. Am 13. Januar 1957 debütierte der Amateur in der Fußball-Oberliga Nord. Werder spielte im heimischen Weserstadion 2:2-Unentschieden gegen den FC Altona 93 und Hänel agierte dabei auf der linken Verbinderposition im Angriff. Unter Trainer Fred Schulz spielte sich Hänel in der Saison 1957/58 mit 28 Oberligaeinsätzen und vierzehn Toren in die Stammelf. Am Starttag der Runde, den 11. August 1957, führte er sich beim 7:2-Heimerfolg gegen den VfB Lübeck mit zwei Treffern ein. Der vielseitig einsetzbare Techniker belegte hinter Willi Schröder (19 Tore) den zweiten Rang in der vereinsinternen Saison-Rangliste. Trainer Georg Knöpfle übernahm zur Runde 1958/59 den Übungsleiterposten bei den Grün-Weißen und belegte in den letzten fünf Runden in der Oberliga Nord jeweils mit Werder den zweiten Platz. Hänel gehörte allen fünf Vizemeisterteams von 1959 bis 1963 an. Er wurde vom DFB am 23. September 1958 in die Juniorennationalmannschaft U-23 für das Länderspiel in Kiel gegen Dänemark berufen und agierte mit Albert Brülls auf den Halbstürmerpositionen. Hänel absolvierte auch Auswahlspiele für Bremen und den Norddeutschen Fußball-Verband.
Im DFB-Pokal 1961 avancierte er im Viertelfinale am 16. August gegen den 1. FC Köln zum dreifachen Torschützen und war damit der Garant für den 3:2-Heimerfolg des SV Werder. Im Halbfinale gegen den Karlsruher SC wie auch im Endspiel am 13. September in Gelsenkirchen gegen den 1. FC Kaiserslautern stürmte Hänel jeweils auf Linksaußen. Der 2:0-Erfolg gegen den Südwest-Vertreter bescherte Bremen den größten Erfolg in der Oberliga-Ära. In der Saison 1961/62 war Hänel in drei Spielen gegen Aarhus GF und Atlético Madrid im Europapokal der Pokalsieger präsent.
In der Oberliga Nord erzielte er 1961/62 mit 16 Treffern seine beste Bilanz, als der Werder-Angriff mit Gerhard Zebrowski, Willi Schröder, Horst Barth, Willi Soya und Linksaußen Hänel insgesamt 87 Treffer beim Erreichen der Vizemeisterschaft produzierte. Sein letztes Oberligaspiel absolvierte er am 29. April 1963 beim 4:2-Auswärtserfolg beim ASV Bergedorf 85 in der rechten Verbinderrolle. Von 1959 bis 1963 kam er in den Endrundenspielen um die deutsche Meisterschaft auf 18 Einsätze und erzielte zwei Tore, wobei der zweite Gruppenplatz 1960 mit 8:4 Punkten hinter dem 1. FC Köln mit 9:3 Punkten das beste Abschneiden darstellte. In den letzten zwei Endrundenjahren 1962 und 1963 scheiterte er jeweils mit Werder in den Qualifikationsspielen gegen Schalke 04 beziehungsweise den 1. FC Nürnberg. Insgesamt wird Klaus Hänel von 1957 bis 1963 in der Fußball-Oberliga Nord mit 147 Spielen mit 68 Toren geführt.

### Bundesliga, 1963 bis 1968
Mit dem neuen Trainer Willi Multhaup und den Spielerzugängen Günter Bernard, Diethelm Ferner und Theo Klöckner ging Werder Bremen 1963/64 das Kapitel Fußball-Bundesliga an. Hänel gehörte dem Spielerkreis an, der am 24. August 1963 mit dem Starttag die neue Spitzenliga des DFB eröffnete. Werder kam im Heimspiel gegen Borussia Dortmund zu einem 3:2-Heimsieg und Hänel stürmte dabei an der Seite von Diethelm Ferner, Dieter Meyer, Willi Soya und Theo Klöckner auf Rechtsaußen.
In der ersten Bundesligasaison kam er auf 17 Einsätze und erzielte vier Tore. Trainer Multhaup verstärkte im zweiten Jahr mit Horst-Dieter Höttges, Heinz Steinmann und Klaus Matischak die Bremer wirkungsvoll. Hänel absolvierte in der Vorrunde noch sieben Spiele – seinen siebten Einsatz hatte er am 5. Dezember 1964 beim 2:1-Auswärtserfolg gegen Borussia Dortmund, wodurch Bremen punktgleich mit Titelverteidiger 1. FC Köln die Tabelle anführte –, kam aber in der Rückrunde nicht mehr zum Zuge. Multhaup setzte im Angriff auf Gerhard Zebrowski, Arnold Schütz, Klaus Matischak, Diethelm Ferner und am linken Flügel abwechselnd auf Hans Schulz und Theo Klöckner. Werder holte als Zehnter des Debütjahres mit dem Torverhältnis von 54:29 Toren und 41:19 Punkten die Meisterschaft in der Saison 1964/65. In den zwei schweren Spielen im Europapokal der Landesmeister 1965/66 im November 1965 gegen Partizan Belgrad stürmte Hänel am linken Flügel.
Sein letztes Bundesligaspiel bestritt er am 13. Januar 1968 beim 2:0-Heimerfolg gegen Eintracht Frankfurt. Im Werder-Angriff stürmten jetzt Zebrowski, Ole Bjørnmose, Bernd Rupp, Ferner und Werner Görts. Hänel bildete zusammen mit Josef Piontek, Höttges, Schütz und Max Lorenz die Defensive vor Torhüter Bernard. Insgesamt absolvierte er von 1963 bis 1968 in der Bundesliga 68 Spiele und erzielte zwölf Tore.

### Trainer
Nach seiner aktiven Laufbahn wurde Hänel Trainer und trainierte zunächst Union Bremen. Im Anschluss war er vier Jahre lang beim Landesligisten SV Grohn angestellt.